# Clementine (přehrávač)
Clementine je svobodný a otevřený přehrávač zvuku. Vyšel z přehrávače Amarok ve verzi 1.4, odkud byl přenesen na Qt 4 a multimediální framework GStreamer. Je dostupný pro unixové operační systémy, operační systémy Windows a macOS. Clementine je vydán za podmínek GNU General Public License.
Clementine byl vytvořen kvůli přechodu přehrávače Amarok z verze 1.4 na 2, a z důvodu s tím spojeného posunu zaměření projektu, který byl poté mnoha uživateli hodnocen záporně. První verze Clementine byla vydána v únoru 2010.

## Vlastnosti
Některými z Clementine podporovaných funkcí jsou:
- Poslech internetových rádií služeb Spotify, Grooveshark (nyní zaniklý, mimo provoz), Jamendo (katalog z ledna 2014), Last.fm, Magnatune, RadioTunes (Formerly Sky.FM), SomaFM, Icecast, Digitally Imported, Soundcloud a Google Drive a v budoucnu možná i Google Music.
- Postranní informační panely obsahující karty s texty písní, statistiku, životopisné údaje umělců a obrázky.
- Editor značek, obaly alb a správce skladeb zařazených v seznamu skladeb.
- Stahování obalů z Last.fm.
- Natahování chybějících značek z MusicBrainz.
- Vizualizace zvuku projectM (MilkDrop).
- Vyhledávání a stahování zvukových záznamů.
- Tvorba chytrých a dynamických seznamů skladeb.
- Seznamy skladeb v kartách, jejich zavedení a vyvedení ve formátu M3U, XSPF, PLS, ASX a seznamy CUE.
- Přenos hudby na iPod, iPhone, MTP nebo jakýkoli z přehrávačů v podobě ukládacího zařízení USB.
- Překódování hudby do MP3, Ogg (Vorbis, Speex, Opus), FLAC, AAC nebo WMA.
- Přehrávání souborů Windows Media v macOS (což iTunes a mnoho jiných přehrávačů majících pokročilé knihovní/sbírkové funkce nedokáže).
- Dálkové ovládání pomocí zařízení Android, Wii Remote, MPRIS nebo příkazového řádku.
- Vizualizace v náladovém proužku.
- Ukládání statistik do souboru.